# Krasnoarmeiski (Poselkovoye, Timashovsk, Krasnodar)
Krasnoarmeiski (del ruso: Красноармейский) es un posiólok del raión de Timashovsk del krai de Krasnodar, en Rusia. Está situado en la orilla izquierda del río Grechanaya Balka, afluente por la izquierda del río Kirpili, 22 km al oeste de Timashovsk y 66 km al norte de Krasnodar, la capital del krai. Tenía 162 habitantes en 2010.
Pertenece al municipio Poselkovoye.